# Лысковский район
Лы́сковский райо́н — административно-территориальное образование (район) в Нижегородской области России. В рамках организации местного самоуправления ему соответствует Лысковский муниципальный округ (с 2004 до 2020 гг. — муниципальный район).
Административный центр — город Лысково.

## География
Лысковский район расположен в центральной части Нижегородской области. Граничит на севере с Воскресенским, на востоке — с Воротынским, на юго-востоке — со Спасским, на юге — с Княгининским и Большемурашкинским, на юго-западе — с Кстовским районами (округами), а на северо-западе — с городским округом город Бор Нижегородской области.
Рекой Волгой район делится на две части: левобережную — лесную и правобережную — лесостепную.
На территории района имеются большие запасы глины, в левобережье — торфа, используемого в качестве удобрения. Остальные полезные ископаемые выявлены, но не используются (керамзит, гравий, карбонатные породы для обжига на известь). Преобладают серые лесные, средне-суглинистые почвы.
Площадь района — 2134,02 км².

## История
Крепость на Олениной (Оленьей) горе, с которой началась история современного Лысково, была основана в середине — второй половине XIV века, впервые упоминается в Никоновской летописи 28 января 1410 года. 1660 год считается годом завершения истории крепости, когда жители переселились на более равнинную местность по правому берегу реки Сундовика.
Макарьевский Желтоводский монастырь, возле посёлка Макарьева на левом берегу Волги, был основан в 1434 году Преподобным Макарием, монахом Нижегородского Вознесенского Печерского монастыря, который пришёл на Жёлтое озеро, вероятно, в самом начале XV века.
17 мая 1962 года к Лысковскому району была присоединена часть территории упразднённого Работкинского района.

## Население
| 1939    | 1959    | 1970    | 1979    | 1989    | 2002    | 2008    | 2009    | 2010    |
| ------- | ------- | ------- | ------- | ------- | ------- | ------- | ------- | ------- |
| 73 807  | ↘66 883 | ↘56 715 | ↘50 258 | ↘46 895 | ↘43 755 | ↘41 270 | ↘40 839 | ↘39 964 |
| 2011    | 2012    | 2013    | 2014    | 2015    | 2016    | 2017    | 2018    | 2019    |
| ↘39 854 | ↘39 826 | ↘39 537 | ↘39 381 | ↘38 983 | ↘38 624 | ↘38 348 | ↘38 229 | ↘37 849 |
| 2020    | 2021    |         |         |         |         |         |         |         |
| ↘37 407 | ↘35 061 |         |         |         |         |         |         |         |

### Урбанизация
Городское население (город Лысково) составляет 61,77 % от всего населения района.

### Занятость
Численность трудоспособного населения в трудовом возрасте составляет 20 960 человек, работающих пенсионеров — 1680 человек, занятых в экономике — 16 880 человек.

### Национальный состав
- русские — 97,25 %,
- чуваши — 1 %,
- украинцы — 0,35 %,
- мордва — 0,24 %,
- марийцы — 0,2 %,
- белорусы — 0,13 %,
- татары — 0,1 %,
- евреи — 0,02 %,
- другие — 0,71 %.

## Административно-муниципальное устройство
В Лысковский район, в рамках административно-территориального устройства области, входят 9 административно-территориальных образований, в том числе 1 город районного значения и 8 сельсоветов.

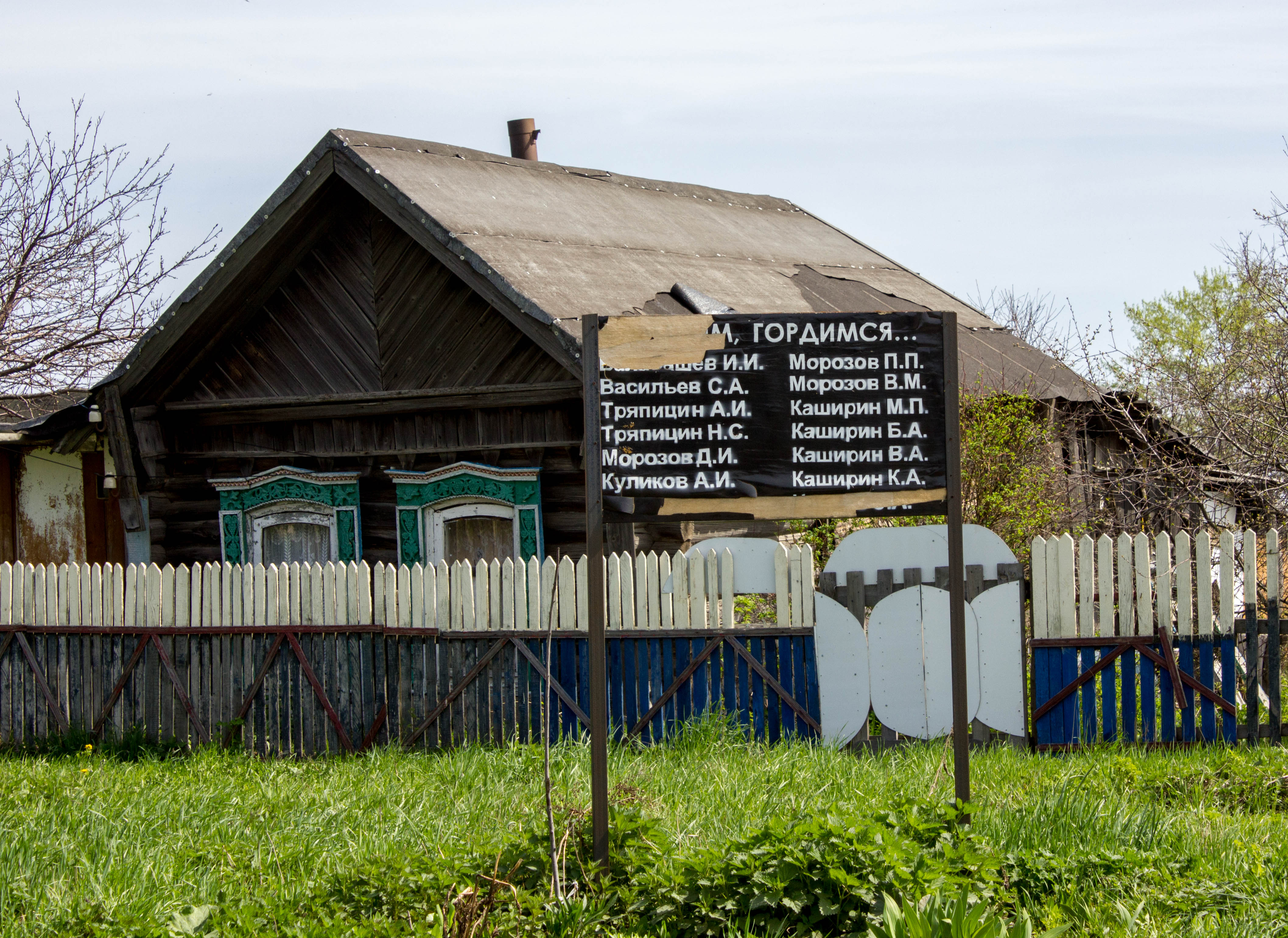
Деревня Лужки

| № | Административно- территориальное (муниципальное) образование | Административный центр | Количество населённых пунктов | Население (чел.) | Площадь (км²) |
| - | ------------------------------------------------------------ | ---------------------- | ----------------------------- | ---------------- | ------------- |
| 1 | город Лысково                                                | город Лысково          | 2                             | ↘21 358          | 17,46         |
| 2 | Барминский сельсовет                                         | село Бармино           | 4                             | ↘1958            | 88,94         |
| 3 | Берендеевский сельсовет                                      | село Берендеевка       | 11                            | ↘1025            | 120,75        |
| 4 | Валковский сельсовет                                         | село Валки             | 12                            | ↘1562            | 1194,32       |
| 5 | Кириковский сельсовет                                        | село Кириково          | 12                            | ↘1569            | 80,58         |
| 6 | Кисловский сельсовет                                         | посёлок Нива           | 19                            | ↘1390            | 112,11        |
| 7 | Красноосельский сельсовет                                    | село Красный Оселок    | 10                            | ↘3689            | 95,27         |
| 8 | Леньковский сельсовет                                        | село Леньково          | 25                            | ↘2289            | 340,14        |
| 9 | Трофимовский сельсовет                                       | село Трофимово         | 7                             | ↘2567            | 84,45         |

Первоначально на территории Лысковского района к 2004 году выделялись 1 город районного значения и 14 сельсоветов. В рамках организации местного самоуправления в 2004—2009 гг. в существовавший в этот период Лысковский муниципальный район входили соответственно 15 муниципальных образований, в том числе 1 городское и 14 сельских поселений. В 2009 году были упразднены Никольский и Малиновский сельсоветы (включены в Леньковский сельсовет), Белозерихинский сельсовет (включён в Красноосельский сельсовет), Макарьевский, Черномазский и Великовский сельсоветы (включены в Валковский сельсовет). В мае 2020 года муниципальный район и все входившие в его состав поселения были упразднены и объединены в Лысковский муниципальный округ.

## Населённые пункты
В Лысковском районе 102 населённых пункта, в том числе город и 101 сельский населённый пункт.
| №   | Населённый пункт   | Тип     | Население | Административно- территориальное (муниципальное) образование |
| --- | ------------------ | ------- | --------- | ------------------------------------------------------------ |
| 1   | Лысково            | город   | ↗21 657   | город Лысково                                                |
| 2   | Анатольевка        | посёлок | ↘28       | Барминский сельсовет                                         |
| 3   | Асташиха           | село    | ↘198      | Красноосельский сельсовет                                    |
| 4   | Баранниково        | деревня | ↘7        | Кириковский сельсовет                                        |
| 5   | Бармино            | село    | ↘1391     | Барминский сельсовет                                         |
| 6   | Бахмут             | деревня | ↘2        | Кисловский сельсовет                                         |
| 7   | Белавино           | деревня | ↘18       | Кириковский сельсовет                                        |
| 8   | Белозериха         | село    | ↘470      | Красноосельский сельсовет                                    |
| 9   | Берёзки            | посёлок | ↘31       | Красноосельский сельсовет                                    |
| 10  | Берендеевка        | село    | ↘415      | Берендеевский сельсовет                                      |
| 11  | Богомолово         | деревня | ↘156      | Кириковский сельсовет                                        |
| 12  | Богородское        | посёлок | →9        | Валковский сельсовет                                         |
| 13  | Большое Шипилово   | село    | ↘9        | Кириковский сельсовет                                        |
| 14  | Бор                | посёлок | ↘220      | Валковский сельсовет                                         |
| 15  | Брюханово          | деревня | ↗9        | Кисловский сельсовет                                         |
| 16  | Вадимовка          | посёлок | ↘0        | Леньковский сельсовет                                        |
| 17  | Валава             | деревня | ↘246      | Леньковский сельсовет                                        |
| 18  | Валки              | село    | ↘722      | Валковский сельсовет                                         |
| 19  | Варганы            | село    | ↘355      | Барминский сельсовет                                         |
| 20  | Великовское        | село    | ↘267      | Валковский сельсовет                                         |
| 21  | Верхний Красный Яр | посёлок | ↗53       | Валковский сельсовет                                         |
| 22  | Владимировка       | деревня | ↘14       | Берендеевский сельсовет                                      |
| 23  | Волчиха            | деревня | ↘59       | Берендеевский сельсовет                                      |
| 24  | Восход             | посёлок | ↘99       | Берендеевский сельсовет                                      |
| 25  | Головково          | деревня | ↘295      | город Лысково                                                |
| 26  | Гугино             | деревня | ↘14       | Леньковский сельсовет                                        |
| 27  | Друг Крестьянина   | посёлок | ↘83       | Леньковский сельсовет                                        |
| 28  | Дубенщино          | село    | →11       | Кисловский сельсовет                                         |
| 29  | Егорьевское        | село    | ↘32       | Кисловский сельсовет                                         |
| 30  | Елевка             | деревня | ↘4        | Кисловский сельсовет                                         |
| 31  | Елховка            | село    | ↘152      | Берендеевский сельсовет                                      |
| 32  | Ерзовка            | деревня | ↘111      | Красноосельский сельсовет                                    |
| 33  | Ермолино           | село    | ↘67       | Кириковский сельсовет                                        |
| 34  | Исады              | село    | ↘13       | Трофимовский сельсовет                                       |
| 35  | Казыевка           | деревня | ↘8        | Берендеевский сельсовет                                      |
| 36  | Каменка            | село    | ↗2        | Берендеевский сельсовет                                      |
| 37  | Керженский         | посёлок | ↘17       | Валковский сельсовет                                         |
| 38  | Кириково           | село    | ↘472      | Кириковский сельсовет                                        |
| 39  | Кисловка           | село    | ↘8        | Кисловский сельсовет                                         |
| 40  | Княжиха            | деревня | ↘27       | Леньковский сельсовет                                        |
| 41  | Кожино             | деревня | →0        | Кисловский сельсовет                                         |
| 42  | Кокореково         | деревня | →2        | Леньковский сельсовет                                        |
| 43  | Колычево           | село    | ↘8        | Кисловский сельсовет                                         |
| 44  | Комариха           | село    | ↘22       | Валковский сельсовет                                         |
| 45  | Коноплянка         | деревня | ↗20       | Леньковский сельсовет                                        |
| 46  | Коробиха           | село    | ↘7        | Леньковский сельсовет                                        |
| 47  | Красная Лука       | село    | ↗207      | Кириковский сельсовет                                        |
| 48  | Красновидово       | посёлок | ↘1        | Красноосельский сельсовет                                    |
| 49  | Красный Оселок     | село    | ↘543      | Красноосельский сельсовет                                    |
| 50  | Кременки           | деревня | ↘417      | Барминский сельсовет                                         |
| 51  | Крестьянка         | деревня | ↘0        | Кисловский сельсовет                                         |
| 52  | Крестьянка         | посёлок | →9        | Красноосельский сельсовет                                    |
| 53  | Курбатиха          | деревня | ↘0        | Леньковский сельсовет                                        |
| 54  | Лебедиха           | деревня | →0        | Леньковский сельсовет                                        |
| 55  | Леньково           | село    | ↘762      | Леньковский сельсовет                                        |
| 56  | Летнево            | деревня | ↘514      | Кириковский сельсовет                                        |
| 57  | Лужки              | деревня | ↘9        | Леньковский сельсовет                                        |
| 58  | Лывы               | посёлок | ↘13       | Берендеевский сельсовет                                      |
| 59  | Лысая Гора         | деревня | ↗255      | Трофимовский сельсовет                                       |
| 60  | Лыткино            | деревня | →7        | Кисловский сельсовет                                         |
| 61  | Ляпуны             | село    | ↗244      | Кириковский сельсовет                                        |
| 62  | Макарьево          | посёлок | ↘178      | Валковский сельсовет                                         |
| 63  | Малиновка          | деревня | ↗193      | Леньковский сельсовет                                        |
| 64  | Малое Шипилово     | село    | ↘7        | Кириковский сельсовет                                        |
| 65  | Монари             | деревня | ↗10       | Кириковский сельсовет                                        |
| 66  | Неверово           | деревня | ↗788      | Трофимовский сельсовет                                       |
| 67  | Негоново           | село    | ↘42       | Леньковский сельсовет                                        |
| 68  | Нива               | посёлок | ↘1284     | Кисловский сельсовет                                         |
| 69  | Нижний Красный Яр  | село    | ↘123      | Валковский сельсовет                                         |
| 70  | Никольское         | село    | ↘301      | Леньковский сельсовет                                        |
| 71  | Новинки            | посёлок | ↘1        | Красноосельский сельсовет                                    |
| 72  | Окинино            | село    | ↘35       | Кисловский сельсовет                                         |
| 73  | Окишино            | село    | ↘124      | Трофимовский сельсовет                                       |
| 74  | Очаиха             | посёлок | ↘17       | Красноосельский сельсовет                                    |
| 75  | Перелетиха         | деревня | ↘82       | Леньковский сельсовет                                        |
| 76  | Петриха            | деревня | ↘13       | Леньковский сельсовет                                        |
| 77  | Петровка           | село    | ↘383      | Берендеевский сельсовет                                      |
| 78  | Плотинское         | село    | ↗141      | Леньковский сельсовет                                        |
| 79  | Покровка           | деревня | ↘5        | Кисловский сельсовет                                         |
| 80  | Преснецово         | село    | ↘167      | Леньковский сельсовет                                        |
| 81  | Просек             | село    | ↗2569     | Красноосельский сельсовет                                    |
| 82  | Ратунино           | село    | ↘6        | Леньковский сельсовет                                        |
| 83  | Саревка            | деревня | ↘12       | Кисловский сельсовет                                         |
| 84  | Саурово            | село    | ↘66       | Берендеевский сельсовет                                      |
| 85  | Сельская Маза      | село    | ↗22       | Валковский сельсовет                                         |
| 86  | Сёмово             | село    | ↗101      | Кисловский сельсовет                                         |
| 87  | Старатель          | посёлок | ↘0        | Берендеевский сельсовет                                      |
| 88  | Стрелка            | деревня | ↘11       | Леньковский сельсовет                                        |
| 89  | Сумкино            | деревня | ↗10       | Кисловский сельсовет                                         |
| 90  | Сущево             | деревня | ↘1        | Леньковский сельсовет                                        |
| 91  | Трофимово          | село    | ↘1362     | Трофимовский сельсовет                                       |
| 92  | Труд               | посёлок | ↘0        | Леньковский сельсовет                                        |
| 93  | Уварово            | деревня | →1        | Кириковский сельсовет                                        |
| 94  | Уткино             | деревня | ↗11       | Кисловский сельсовет                                         |
| 95  | Ушаковка           | деревня | →127      | Трофимовский сельсовет                                       |
| 96  | Хохолевка          | деревня | ↘2        | Валковский сельсовет                                         |
| 97  | Черемиска          | село    | ↘22       | Кисловский сельсовет                                         |
| 98  | Чёрная Маза        | деревня | ↘273      | Валковский сельсовет                                         |
| 99  | Чернуха            | село    | ↘444      | Леньковский сельсовет                                        |
| 100 | Чистое Поле        | село    | ↘18       | Леньковский сельсовет                                        |
| 101 | Юркино             | село    | ↘11       | Кисловский сельсовет                                         |
| 102 | Яблонка            | деревня | →0        | Трофимовский сельсовет                                       |

### Упразднённые населённые пункты
- Пенякша (расселена после пожаров 1972 года)

## Экономика района
Сельское хозяйство
В районе выращивают картофель, зернобобовые культуры, имеется плодопитомник. Разводят крупный рогатый скот, свиней, овец.
Промышленность
- Лысковский металлофурнитурный завод
- Лысковский пивоваренный завод
- Лысковский электротехнический завод
- предприятия пищевой промышленности
- строчевышивальная, трикотажная, швейная фабрики

Промышленность района представлена 17 предприятиями.
| Предприятия                    | Объём млн.руб |
| ------------------------------ | ------------- |
| 1. ОАО «ЛЭТЗ»                  | 357,1         |
| 2. ОАО «МФЗ»                   | 3,4           |
| 3. Лысковский хлебозавод       | 28,7          |
| 4.ОАО «Маслосырзавод»          | 9,2           |
| 5. ЗАО "Пивзавод «Лысковский»  | 77,8          |
| 6.ЗАО «Лысковские узоры»       | 2,1           |
| 7. ОАО «Ремонтник»             | 4,4           |
| 8. ЗАО «Консервный завод»      | 4,2           |
| 9. ОАО «Реалбаза хлебопродукт» | 2,4           |
| 10. ОАО «Трикотажная фабрика»  | 3,9           |
| 11. Мебельная фабрика          | 0,9           |
| 12. ИТК-16                     | 23,5          |
| 13. МУП «Типография»           | 0,8           |
| 14. ООО «Колос»                | 1,5           |
| 15. Райпотребсоюз              | 6,5           |
| 16. МУП «Дом бытовых услуг»    | 1,2           |

Наибольший удельный вес по объёму выпускаемой продукции в общем объёме промышленного производства района имеет ОАО «Лысковский электротехнический завод» (67,7 %).
Транспорт
Протяжённость дорог в районе составляет 290 километров. По территории района проходит участок федеральной автотрассы Москва — Уфа (М-7 «Волга»), протяжённостью 65 километров. Протяжённость реки Волги, протекающей по территории района составляет 72 километра. Также насчитывается 11 несудоходных рек. Расстояние от райцентра до областного центра — 93 километра.
На территории района функционируют 3 транспортных предприятия:
- ОАО «Лысковоавтотранс» — грузоперевозки автомобильным транспортом;
- МУП «Лысковское ПАП» — пассажироперевозки;
- речной порт — перевозка пассажиров и грузов речным транспортом.

Пристани на Волге: Вязилки, Макарьево, Просек, Красный Яр, Великовское, Бармино. Паромная переправа Лысково — Макарьево.

## Официальная символика
Флаг Лысковского района был утверждён решением 28 июня 2006 земского Собрания Лысковского муниципального района Нижегородской области. Он представляет собой прямоугольное полотнище с отношением ширины к длине 2:3, разделённое по горизонтали волнистой линией на две неравные части — белую (габаритным размером в 4/9 ширины полотнища) с красным изображением крепости и голубую, несущую посередине жёлтое изображение гружёного судна из герба Лысковского района.